# دلائل السبعة
دلائل السبعة هو الاسم الذي يشير إلى زوج من الأعمال الدفاعية القصيرة التي كتبها علي محمد الشيرازي بلغته الأم الفارسية ولغته الثانية العربية. النسخة العربية هي نسخة داعمة أقصر من الفارسية، وقد قورنت العلاقة بين الاثنين بعلاقة البيان العربي والبيان الفارسي. كان التاريخ الدقيق لتأليف الكتاب موضع خلاف. ومع ذلك، تشير الأدلة الداخلية إلى أنه تم تأليفه أثناء سجن علي محمد الشيرازي في ماكو بإيران، في نهاية عام 1848.

## العمل
تقدم هذه النصوص سبعة أدلة تدعم مهمة علي محمد الشيرازي، وتستكشف ادعائه بأنه القائم، وتشير إلى أحاديث نبوية مختلفة، وتذكر العديد من تلاميذ البابي بالاسم.